# كترانج
كترانج : هي إحدى القرى القديمة والتاريخية في السودان وهي تمثل الحد الفاصل بين ولاية الخرطوم وولاية الجزيرة في محاذاة النيل تتميز كترانج بطول شواطئها وكثرة جزرها واتساع أراضيها النيلية والخلوية.
تقع كترانج على الضفة الشرقية للنيل الأزرق على خط الطول 32.57 شرقا وخط العرض 15.16 شمالا وتبعد عن العاصمة الخرطوم 61 كيلو متر ما يساوي 36 ميلاً .

## السكان
يبلغ عدد السكان 5200 مواطن حسب الإحصاء السكاني الأخير تضم كترانج جميع ألوان الطيف السوداني 
غير أن الأغلبية العظمى ينتمون لقبيلة ( رفاعة , القواسمة ) ...

## التعـليم
تنعدم الأمية تماما في الشريحة العمرية دون السبعين عاما ويرجع ذلك إلى انتشار التعليم المبكر للجنسين وذلك بإنشاء المدارس الابتدائية قبل استقلال السودان .

## خصائصها
بها ثاني مسجد أسس في السودان وكان بها أكبر مجمع لتعيم الدين (الخلاوة) حيث تعلم بها الكثير من الأعلام منهم محمد أحمد المهدي والشيخ العبيد ودبدر والشيخ إبراهيم الكباشي.

## تاريخها
يرجع تاريخ كترانج إلى ما قبل الإسلام وكانت بها آثار لكنيسة تعرف بالدنيقلة نسبة لكلمة الدانقيل وهو ما يُعرف الآن بالطوب الأحمر وعند قدوم الإسلام إلى السودان كان لكنرانج القدح المعلاء في ذلك حيث قدم لها الشيخ عيسى بن بشارة الأنصاري أحد أحفاد الصحابي جابر بن عبد الله الأنصاري رضي الله عنه فأسس بها الجامع العتيق وذلك في القرن العاشر الهجري. 
وقد تحدث عنها كثير من الرحالة الذين قدمو للسودان ومنهم من قال أنه من حلفاية الملوك حتى سنار لم يجد في طريقه إلا العيلفون وكترانج والكاملين واربجي.
في كترانج الآن بعض القبائل وهي الرفاعيين وهم القبيلة الأصلية والحضور والعبدلاب والجعليين والمغاربة والشكرية والبطاحيين.

## تعريف اسمها
وتعريف كلمة كترانج محرفة من قطر عنج والعنج هم من أسسوا مملكة الفونج ولها أيضا تفسير قد ذكره البروفيسور عز الدين الأمين في كتابه كترانج وأثرها العلمي في السودان حيث قال إنها مكونة من إسمين كتر وبالعامية السودانية تعني ناحية ورانج هو اسم لملك من العنج كان في هذه الناحية وقد كتب ملك العنج في تلك الفترة وثيقة تمليك لأرض كترانج وحدودها والتي اشتملت على قرى كثيرة اليوم من المغاريت شرقا حتى حجر بنبون غربا (حجر بنبون غرب قرية البنبوناب) ومن البحر جنوباً.
والمقصود بالبحر هو النيل الأزرق حتى حدود البطاحين شمالاً والوثيقة آنفة الذكر موجودة في دار الوثائق السودانية.

## في العصر الحديث
والآن كترانج يربطها بالخرطوم طريق مسفلت وبها جميع الخدمات التعليمية والصحية وتعتبر الخدمات الصحية دون الوسط وتربطها بقرى التي ومسيد ود عيسى والمحس أواصر الدم وتقع هذه القرى غرب النيل الأزرق وبينهما تلاحم منذ أمد بعيد ومن الرموز التي يشار لها بالبنان مشايخ أسهموا في نشر العلوم الشرعية وأرسوا قواعدها في السودان عامة منهم الشيخ مضوي بن عيسى الأنصاري الخزرجي الذي أسس مسيد ود عيسى.